# Epitelioma
L'epitelioma è una crescita anomala dell'epitelio, lo strato di tessuto che ricopre le superfici di organi e altre strutture del corpo.

## Storia ed epidemiologia
In tempi passati era noto, nella forma buccale, come il "fiore in bocca"; Pirandello dedicò un dramma appunto alla tragedia de L'uomo dal fiore in bocca.
(Luigi Pirandello, L'uomo dal fiore in bocca)

## Classificazione
Gli epiteliomi possono essere neoplasie benigne o carcinomi maligni. Essi sono classificati in base al tipo specifico di cellule epiteliali che sono interessate.
Gli epiteliomi più frequenti sono il carcinoma basocellulare e il carcinoma spinocellulare.

## Trattamento
Il trattamento prevede solitamente la rimozione chirurgica del tumore e del tessuto colpito. Talvolta possono essere utilizzate tecniche come la criochirurgia e la radioterapia. Per i casi recidivanti e più gravi è possibile far ricorso alla chemiochirurgia.

## Prognosi
La prognosi varia notevolmente, a seconda del tipo e della fase al momento del trattamento. Tuttavia, i più comuni epiteliomi vengono facilmente trattati e molto raramente possono portare alla morte.